# Шинтаро Курумаја
Шинтаро Курумаја (јап. 車屋 紳太郎; 5. април 1992) јапански је фудбалер.

## Каријера
Током каријере је играо за Кавасаки Фронтале.

## Репрезентација
За репрезентацију Јапана дебитовао је 2017. године. За тај тим је одиграо 4 утакмице.

## Статистика
| Јапан  | Јапан   | Јапан  |
| Година | Наступи | Голови |
| ------ | ------- | ------ |
| 2017.  | 3       | 0      |
| 2018.  | 1       | 0      |
| Укупно | 4       | 0      |